# 우젬친부
우젬친부/우주무친부(몽골어: ᠦᠵᠦᠮᠦᠴᠢᠨ, 중국어: 乌珠穆沁部 Wū zhū mù qìn bù[*], 키릴문자: Үзэмчин)는 명나라, 청나라 시기의 몽골 부족이다. 우젬친의 의미는 "포도 심는 사람"이라는 뜻으로, 우젬은 포도를 뜻한다.
북원시대 차하르 6만호 중 하나로 몽골을 다시 중흥시킨 다얀 칸의 증손자이자, 보디의 아들 웡군두라르는 소부를 우젬친(중국어: 우주무친)이라 불렀다. 웡군두라르는 어린 아들 도르지가 농사를 지을 때, 차하르부 링단 칸을 두려워하여 칼카부에 몸을 의탁했다. 청 태종 숭덕 2년 (1637년), 도르지와 형 서릉는 청나라에 귀속되어 2자사크기로 편성되어 시린궈러맹에 속했다. 현재 몽골 더르너드주 처이발상, 중국 네이멍구자치구 시린궈러맹에 분포하고 있으며, 시린궈러맹에는 동우주무친기, 서우주무친기가 있다.

## 같이 보기
- 자사크동신친왕